# Lasse Berghagen
Lars Nils "Lasse" Berghagen, född 13 maj 1945 i Enskede församling i Stockholm, död 19 oktober 2023 i Sankt Johannes distrikt i Stockholm, var en svensk sångare, låtskrivare, skådespelare och programledare.

## Biografi

### Tidig karriär
Lasse Berghagens karriär grundlades i de tidiga tonåren då han fick diktsamlingar av Erik Axel Karlfeldt och Nils Ferlin samt sedan en akustisk gitarr, varefter han började tonsätta egna dikter. Berghagen upptäcktes 1964 av skivproducenten Curt Pettersson på skivbolaget Karusell när han 19 år gammal framträdde på en NTO-fest i Enköping. Han gav ut sin första skiva 1965. År 1969 kom hans stora genombrott med visan om Teddybjörnen Fredriksson, som blev en av hans ständiga signaturmelodier. Samma år gjorde han debut på Svensktoppen med låten Gunga gunga. De kommande åren kantades av många hits på Svensktoppen, bland annat En enkel sång om frihet, Hålligång i skogen och Du som vandrar genom livet. I slutet av 1960-talet samarbetade han ofta med Benny Andersson; tillsammans skrev de låtar som Hej clown och Sagan om lilla Sofie.

### Teater, musik och böcker
Åren 1968–1974 spelade Berghagen i Kar de Mumma-revyn på Folkan där hans komiska tangocharmör Flirtige Knut blev en favorit. Han var skådespelare i farserna Sängkammarfars (1979) och Spanska flugan (1981) på Vasan. År 1974 gjorde han sin första krogshow Breda leenden som blev en stor succé på Berns och senare på Kronprinsen i Malmö. Han gjorde 1985 en egen musikal, Världens galenskap, på Chinateatern. Han återkom till Chinateatern 2003 när han satte upp Chinarevyn med bland andra Magnus Härenstam och Sissela Kyle. Han gjorde filmdebut i Firmafesten (1972), spelade karatelärare i Dante, akta're för Hajen (1978) och gestaltade en osympatisk studierektor i Bert – den siste oskulden (1995).
Berghagen tävlade i Melodifestivalen tre gånger: 1973 med Ding-dong, 1974 med Min kärlekssång till dig och 1975 med låten Jennie, Jennie. Med den sistnämnda låten vann han och fick tävla i Eurovision Song Contest där han kom på åttonde plats.

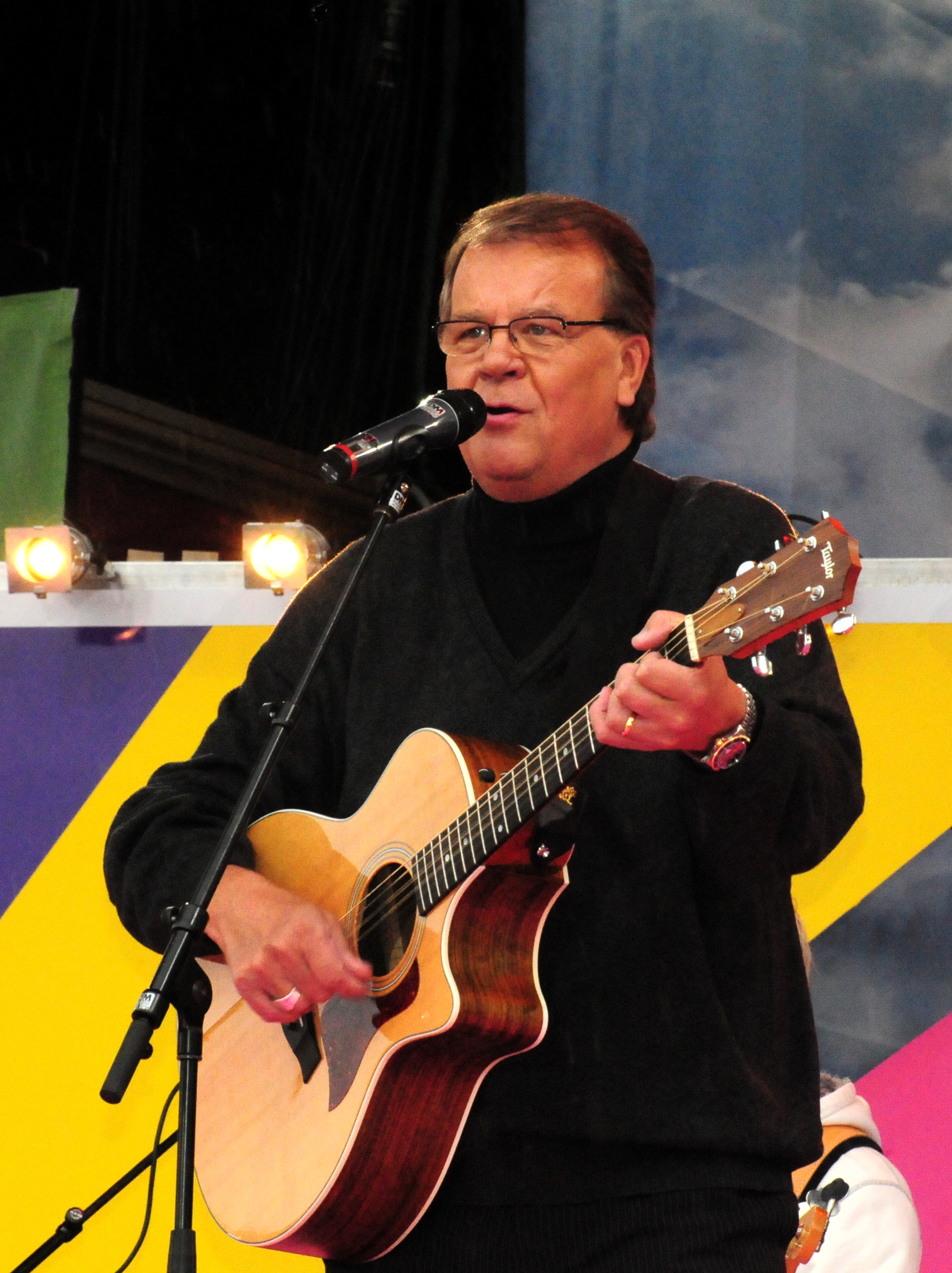
Lasse Berghagen på Sommarkrysset i juni 2009.

Under 1980-talet var han ordförande i Föreningen artister mot narkotika som turnerade på olika skolor. Berghagen gjorde också karriär i Tyskland där han spelade in flera LP-skivor och medverkade i stora TV-shower. Han spelade revy i Helsingborg och krogshowade med Hasse Andersson i Boarp. År 1993 gav han ut diktsamlingen I mina blommiga sandaler. Dikten Då knäpper jag mina händer har tonsatts och finns publicerad i den svenska psalmboken.

### TV
Berghagen var programledare för Allsång på Skansen mellan 1994 och 2003. Med klarblå kavaj och signaturmelodin Stockholm i mitt hjärta, som Berghagen själv skrivit, bidrog han till en förnyelse av programmet och tittarsiffrorna höjdes markant. Han har även varit programledare för underhållningsprogrammen Strapetz (1971), Positiva Klubben (1984) samt Tjocka släkten (1991) som han ledde tillsammans med Inga Gill. Hösten 2010 medverkade Berghagen i första säsongen av underhållningsprogrammet Så mycket bättre i TV4.

### Andra aktiviteter
Berghagen var aktiv i ordenssällskapet Stallbröderna, där Berghagen nått högsta HWH-graden, och i Stadsbudskåren och var där nr 18. Han var också medlem i Svenska Frimurare Orden.

### Familj
Berghagen var son till professorn och tandläkaren Nils Berghagen (1909–1995) och sjuksköterskan Britta, född Lindstedt (1908–1997). Fadern var född i Östersund och modern i Svärdsjö där familjen ägde en gård i många år. Robert Berghagen var en farbror.
Berghagen var 1965–1968 gift med Barbro "Lill-Babs" Svensson och fick med henne dottern Malin Berghagen 1966. Han var från 1976 gift med Eva Berghagen (född Strand 1952), och de fick samma år dottern Maria Berghagen Enander, som sedermera blev sambo med Olof Röhlander.

### Död och begravning
Under sommaren 2023 drabbades Berghagen av hjärtproblem och avled i oktober samma år. Den 20 november 2023 hölls begravningsgudstjänst i Hedvig Eleonora kyrka.

## Betydelse
Berghagen räknas som en av Sveriges mest folkkära artister genom tiderna, inte minst genom sin tid som programledare för Allsång på Skansen (1994–2003). Under den tiden ökade programmets tittarsiffror från sexhundratusen till över två miljoner. Han var även programledare för underhållningsserien Strapetz (1971), Positiva Klubben (1984) och Tjocka släkten (1991) tillsammans med Inga Gill. Han tävlade i Melodifestivalen tre gånger och vann 1975 med låten "Jennie Jennie".

### Utmärkelser
Lasse Berghagen belönades med många utmärkelser genom årens lopp. Han fick SKAP:s stipendium och folkparkernas pris Tigertassen, tidningen Kvällspostens Edvardpris och Lisebergsapplåden för att han gjort Sverige gladare. Han fick Lennart Hylands TV-pris på 100 000 kronor för bästa programledare. 1999 erhöll han Truxapriset som går till en artist som gjort sig bemärkt.
År 2002 tilldelades Berghagen S:t Eriksmedaljen av Stockholms stad. Han mottog Illis quorum av åttonde storleken i blått band 2003. År 2004 erhöll han från Svenska Frimurare Orden och Den Nordiska Första S:t Johannislogen ett stipendium för "den svenska visans bevarande och utveckling". Han erhöll Pro Patrias stora guldmedalj att bäras runt halsen i blått band.
Berghagen fick privatteatrarnas Guldmasken som medproducent för revyn Chinarevyn på Chinateatern och år 2011 TV-Kristallen för bästa underhållningsprogram 2010 för TV-programmet Så mycket bättre. Berghagen fick 2011 Lasse Dahlquist-stipendiet och 2012 Trubadurpriset av Nils Ferlin-Sällskapet. Den 19 mars erhöll han Anders Sandrews hedersstipendium för 2013 för uppskattad och respekterad konstnärlig gärning. År 2014 fick Berghagen  Sjösalapriset av Evert Taubes minnesfond med följande motivering: "Genom sina texter, musik och scenframträdande är Lasse vår tids Evert Taube". I priset ingår ett konstverk av Astri Bergman Taube. År 2019 erhöll Berghagen Bo Setterlinds stipendium och 2021 Cornelis Vreeswijk-stipendiet.
Hösten 2023 sändes programmet Vilket liv! i TV4 med Lasse Berghagen som huvudgäst. Några månader efter inspelningen gick Lasse Berghagen bort. Han hann dock se sig själv några dagar före sin bortgång.

## Verklista

### Diskografi (urval)
- 1969 – Lars Berghagen
- 1972 – Min värld i toner
- 1973 – Ding Dong
- 1975 – Jennie, Jennie
- 1975 – Hålligång på krogen
- 1976 – Jag ville bli någon
- 1977 – Tacka vet jag logdans
- 1979 – Det är jul
- 1980 – Tillsammans igen
- 1983 – Dagboksblad
- 1988 – Nära till naturen
- 1991 – På begäran
- 1995 – Sträck ut din hand
- 1997 – Inte bara drömmar
- 1998 – Det bästa med Lasse Berghagen (4-diskbox)
- 1999 – Till sommaren och dig
- 2001 – Som en blänkande silvertråd
- 2002 – Stockholm, mina drömmars stad
- 2003 – Lasses favoriter från Allsång på Skansen (3-diskbox)
- 2004 – Lars Berghagen 20 klassiker
- 2004 – Jul i vårt hus
- 2009 – Lasse Berghagen och Sveriges Radios Symfoniorkester
- 2011 – Bara lite längtan

#### Melodier (urval)
- "Ding-dong"
- "Torsten Bark"
- "Jennie, Jennie" (segrande bidrag i den svenska Melodifestivalen 1975)
- "Lisa"
- "Stockholm i mitt hjärta"
- "Min kärlekssång till dig"
- "En kväll i juni"
- "En kvastskaftsdans"
- "Till Stockholms skärgård"
- "Teddybjörnen Fredriksson"
- "Blad faller tyst som tårar"
- "Flirtige Knut"
- "Hålligång i skogen"
- "Tacka vet jag logdans"
- "Sträck ut din hand"

#### Melodier på Svensktoppen
- 1969 – "Gunga Gunga"
- 1969 – "Teddybjörnen Fredriksson"
- 1970 – "En enkel sång om frihet" (svensk text av Olle Bergman till Bobby Darins melodi Simple Song of Freedom, 1969)

#### Låtskrivande
Berghagen översatte även utländska sånger till svenska, komponerade och skrev sångtexter åt många andra artister, däribland följande: 
- "Låt honom gå" (Lill-Babs)
- "Hej clown" (Jan Malmsjö, Melodifestivalen 1969)
- "Det finns en stad" (Hep Stars)
- "Varför kan du inte sol" (Laila Westersund)
- "Går omkring i solen" (Östen Warnerbring)
- "Han är väldigt lik oss andra" (låg på Svensktoppen med Eva Rydberg 1975)
- "Ta mig i famn" (Sten & Stanley)
- "Farväl till sommaren" (Sven-Ingvars)
- "Hm du är så underbar" (Sven-Ingvars)
- "De måste va sången och glädjen" (Östen Warnerbring)
- "Näckens dotter" (Vikingarna)
- "Gamla älskade barn" (Barbro Hörberg)
- "Än finns det kärlek" (Arvingarna)
- "Du är för alltid en del utav mej" (Henrik Åberg, Melodifestivalen 1996)
- "Tro på mig" (Niklas Andersson, Melodifestivalen 2004)

#### Musiktryck (urval)
- Lars Berghagen. Stockholm: AIR Music Scandinavia, 1970
- Mina sånger. Stockholm: Exaudio, 1974
- Ballad och burlesk. Stockholm: Bonniers, 1983
- Lasse Berghagens bästa. Stockholm: Warner/Chappell, 1995
- Lasse Berghagen: sånger. Warner/Chappel, 2009

### Filmografi
- 1972 – Firmafesten
- 1978 – Dante – akta're för Hajen!
- 1995 – Bert – den siste oskulden
- 1999 – Tarzan (röst som gorillan Flynt)
- 2011 – Gustafsson 3 tr (ett avsnitt)

### Teater
| År   | Roll            | Produktion                                 | Regi        | Teater      |
| ---- | --------------- | ------------------------------------------ | ----------- | ----------- |
| 1968 | Medverkande     | Kar de Mummas nyårsrevy, revy Kar de Mumma | Hasse Ekman | Folkan      |
| 1979 | Trevor          | Sängkammarfars Alan Ayckbourn              | Per Gerhard | Vasateatern |
| 1981 | Henrik Fjällner | Spanska flugan Franz Arnold och Ernst Bach | Per Gerhard | Vasateatern |